# ASIMO
ASIMO (akronym for Advanced Step in Innovative MObility) er en humanoid robot konstrueret af Honda i 2000. Den regnes for den bedste robot til at imitere menneskelige bevægelser, såsom gang. Efterfølgende har den fået flere færdigheder; servere drikkevarer, løbe med 9 km/t og kan programmeres til f.eks. at skelne mellem forskellige ansigter og reagere på enkle stemmekommandoer.
Flere prototyper gik forud for udgivelsen af 2000-modellen, siden Honda startede på at konstruere menneskelignende robotter i 1986. I dag er den 130 cm høj, vejer 54 kg og er drevet af et genopladeligt Lithium-ion-batteri med en varighed på en time.
ASIMO er indtil videre kun et forskningsprojekt, men ud af dens utallige anvendelsesmulighederne, kunne den f.eks. fungere som en plejerobot.